# Chemioattrattanti

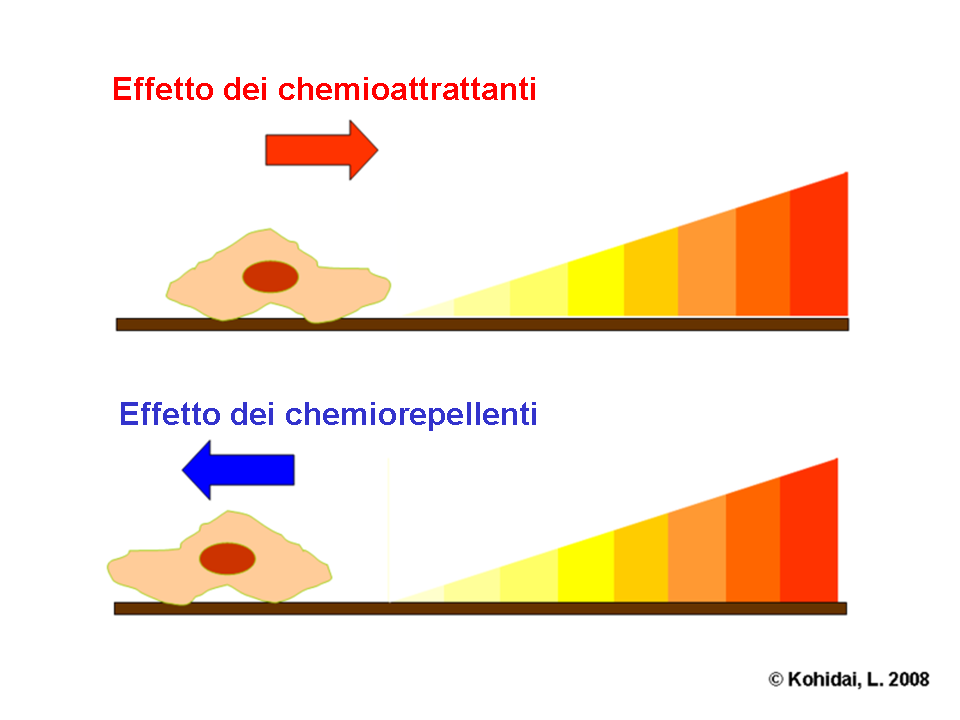
Effetto dei chemioattrattanti e dei chemiorepellenti

I chemioattrattanti sono molecole chimiche che guidano il movimento delle cellule o degli organismi verso una fonte specifica attraverso un processo noto come chemiotassi. Questo fenomeno è essenziale in molti contesti biologici, tra cui il sistema immunitario, la cicatrizzazione delle ferite e lo sviluppo embrionale.
Queste sostanze possono essere di origine endogena o esogena. I chemioattrattanti endogeni includono citochine e chemochine prodotte dal nostro corpo, mentre quelli esogeni possono derivare da batteri o altre fonti ambientali. Un esempio classico di chemioattrattante è l'interleuchina-8 (IL-8), che attira i neutrofili nei siti di infezione.
Nel sistema immunitario, i chemioattrattanti svolgono un ruolo cruciale nel dirigere le cellule del sistema immunitario verso i patogeni o i tessuti danneggiati. Questo meccanismo permette una risposta più rapida ed efficace contro le infezioni.
I chemioattrattanti studiati più frequentemente sono formil-peptidi e chemiochine.
A livello molecolare, i chemioattrattanti interagiscono con specifici recettori accoppiati a proteine G (GPCR) presenti sulla superficie cellulare. Il legame tra il chemioattrattante e il recettore induce una cascata di segnali intracellulari che porta alla riorganizzazione del citoscheletro, consentendo alla cellula di muoversi nella direzione della concentrazione più elevata del segnale.
Il gradiente di concentrazione del chemioattrattante è fondamentale per la chemiotassi. Le cellule percepiscono le differenze di concentrazione tra la parte anteriore e quella posteriore della loro membrana e attivano specifiche vie di segnalazione, come quella della fosfoinositide 3-chinasi (PI3K) e della proteina Rac, che regolano la formazione di protrusioni cellulari chiamate lamellipodi e filopodi.
I chemioattrattanti non solo dirigono il movimento cellulare, ma possono anche modulare altre funzioni cellulari, come la proliferazione, la sopravvivenza e la differenziazione. Alcuni studi hanno evidenziato il ruolo dei chemioattrattanti nelle metastasi tumorali, dove le cellule cancerose sfruttano questi segnali per invadere nuovi tessuti.
In ambito biomedico, la comprensione dei chemioattrattanti è fondamentale per sviluppare terapie innovative. Ad esempio, gli antagonisti dei recettori delle chemochine sono studiati per il trattamento di malattie infiammatorie e oncologiche.
In sintesi, i chemioattrattanti sono componenti essenziali della comunicazione cellulare e del movimento, con implicazioni che spaziano dalla fisiologia alla medicina, rendendoli un argomento di grande interesse nella ricerca scientifica moderna.
Chemiorepellenti sono, invece, sostanze che esprimono un effetto migratorio contrario.